# Млодинов, Леонард
Леона́рд Мло́динов (англ. Leonard Mlodinow; род. 26 ноября 1954, Чикаго, Иллинойс) — американский физик, а также автор научно-популярных книг и сценарист телевизионных научно-популярных передач.

## Биография
Родился 26 ноября 1954 года в Чикаго, штат Иллинойс, в еврейской семье. Его родители пережили Холокост. Отец, который провел более года в концлагере Бухенвальд, был руководителем еврейского сопротивления на оккупированных нацистами территориях в своем родном городе Ченстохова, Польша. Мать была заключённой трудового лагеря. С отцом они познакомились в Бруклине (Нью-Йорк) в 1948 году.
В детстве Леонард интересовался математикой и химией, ещё в школе интересовался органической химией на лекциях профессоров из Иллинойсского университета.
В 1973 году, после войны Судного дня уехав на семестр в Израиль поработать в кибуце, ночами читал «Фейнмановские лекции по физике», одну из немногих книг на английском языке, имевшихся в библиотеке кибуца.
Затем Млодинов учился в аспирантуре Калифорнийского университета в Беркли, а в Калифорнийском технологическом институте занимался научными разработками.

## Награды
- 2013 — PEN/E.O. Wilson Literary Science Writing Award за книгу «(Нео)сознанное. Как бессознательный ум управляет нашим поведением»[6][7]

## Книги
На русский язык переведены:
- Леонард Млодинов. Евклидово окно. История геометрии от параллельных прямых до гиперпространства = Euclid's Window: The Story of Geometry from Parallel Lines to Hyperspace. — М.: Гаятри/Livebook, 2014. — 368 с. — ISBN 978-5-904584-60-3.
- Леонард Млодинов. (Нео)сознанное. Как бессознательный ум управляет нашим поведением = Subliminal: How Your Unconscious Mind Rules Your Behavior. — М.: Гаятри/Livebook, 2013. — 360 с. — 3000 экз. — ISBN 978-5-904584-68-9.
- Леонард Млодинов. (Не)Совершенная случайность. Как случай управляет нашей жизнью = The Drunkard's Walk. How Randomness Rules Our Lives. — М.: Гаятри/Livebook, 2013. — 352 с. — 3000 экз. — ISBN 978-5-904584-56-6.
- Леонард Млодинов. Радуга Фейнмана. Поиск красоты в физике и в жизни = Feynman's Rainbow: A Search for Beauty in Physics and in Life. — М.: Гаятри/Livebook, 2014. — 240 с. — 5000 экз. — ISBN 978-5-904584-91-7.
- Леонард Млодинов. Прямоходящие мыслители.  Путь человека от обитания на деревьях до постижения мироустройства = The Upright Thinkers: The Human Journey from Living in Trees to Understanding the Cosmos. — М.: Гаятри/Livebook, 2016. — 496 с. — 4000 экз. — ISBN 978-5-9907254-0-9.
- Стивен Хокинг, Леонард Млодинов. Кратчайшая история времени = A Briefer History of Time. — СПб.: Амфора, 2005. — 5000 (+5000 доп. тираж) экз. — ISBN 5-367-00164-5 (рус.), 0-553-80436-7 (англ.), 978-5-367-02274-2.
- Стивен Хокинг, Леонард Млодинов. Высший замысел = The Grand Design. — СПб.: Амфора, 2005. — 208 с. — 15 000 экз. — ISBN 978-5-367-02218-6.